# Еміль Петайя
Еміль Петайя, або Еміль Петаха (англ. Emil Petaja) (12 квітня 1915, Мілтаун, штат Монтана, США — 17 серпня 2000, Сан-Франциско, штат Каліфорнія, США) — американський письменник-фантаст, чия творчість охопила сім десятиліть. Він був автором 13 опублікованих і 5 неопублікованих фантастичних романів, майже 150 оповідань, численних віршів, а також кількох книг і низки статей на різні теми. Хоча він писав наукову фантастику, фентезі, фантастичні оповідання жахів, детективи та поезію, Петайя вважав свою роботу частиною давньої традиції «дивної фантастики». Петайя також був невеликим видавцем преси. У 1995 році письменники-фантасти Америки назвали його першим Заслуженим автором фантастики.
Найвідомішим твором Петайї фінського походження є серія науково-фантастичних романів, заснованих на «Калевалі», фінському віршованому епосі. Серії Петайя принесли йому читачів з усього світу, а його особливий міфологічний підхід до наукової фантастики обговорювався в наукових публікаціях і був включений до відповідних антологій.
У заяві, опублікованій в журналі «Сучасні автори» (англ. Contemporary Authors) (Gale Research, 1984), Петайя прокоментував: «Мої письменницькі зусилля в основному були спрямовані на розваги, за винятком фактажного матеріалу щодо Ханнеса Бока та фентезі загалом, який свідчить про мій ентузіазм щодо цих тем. Мої романи про фінську легендарну епопею «Калевала: Земля героїв» випливають із довічного інтересу до цього чудового поетичного твору. Я маю шість перекладів «Калевали», а також твір в оригіналі. Обоє моїх батьків були фінами».

## Початок життя і творчість
Еміль Петайя (вимовляється ПЕТ-а-йя) народився 12 квітня 1915 року в Мілтауні, штат Монтана — невеликому лісопромисловому містечку в західній частині штату. Він був наймолодшим із 10 дітей, народжених Джоном і Ганною Петайя. Майбутня письменниця відвідувала школи в Боннері та Міссулі, Монтана.
Згідно з автобіографічною розповіддю, Петайя познайомився з фантастичною літературою в 1931 році, коли він натрапив на копію «Дивних оповідань». Читання журналу змінило його життя, і він на все життя став прихильником фентезі та наукової фантастики. Петайя починав як фанат і занурився в жанри, подружившись з іншими зацікавленими особами, збираючи публіцистичні та науково-фантастичні журнали, а також створюючи клуби та асоціації. Протягом цього часу Петайя також зав'язав листування, а іноді й подружився з такими світилами раннього періоду як Говард. П. Лавкрафт, Кларк Ештон Сміт, Роберт Е. Говард та Огест Дерлет. Примітно, що Петайя є частиною унікальної групи людей в історії жанрів, які перетворили свій фанат на літературу. Він також був членом Першого фендому (First Fandom) — групи, яка вшановує шанувальників часів, коли наукову фантастику називали «науковою». Петайя листувався з Лавкрафтом наприкінці 1934 року, а наступного року запропонував об'єднатися з Дуейном В. Рімелом для створення фанатського журналу «The Fantaisiste's Mirror», який би відновив серіалізацію «Надприродного жаху» Лавкрафта в літературі з того моменту, який був припинений у неіснуючому «Fantasy Fan». Однак журнал так і не вийшов. Петайя і Лавкрафт і надалі листувалися до смерті останнього 1937 року.
Перші опубліковані твори автора датуються 1935 роком оповіданням «Двоє дверей» для напівпрозина «Незвичайні історії». Інша рання робота, «Дивна музика» (написана разом з Дуейном В. Рімелом), з'явилася в 1936 році в The Phantagraph . Інші короткі художні твори та вірші були опубліковані в The Californian (поряд із зусиллями Лавкрафта), Futuria Fantasia, The Acolyte та інших невеликих пресах і регіональних виданнях.
Велика частина ранніх літературних зусиль Петайї були віршами — і, за словами автора, він виграв «кілька незначних регіональних поетичних конкурсів». 1936 року Петайя самостійно видав збірку віршів «Коротка свічка» (англ. «Brief Candle»), копії якого стікали на мімеографі в Університеті штату Монтана, де він навчався на факультеті творчого письма. Brief Candle містив обкладинку та ілюстрації друга Петайї, Ганнеса Бока, з яким він познайомився того ж року. Чепбук відзначав першу публікацію книги для кожного автора. За словами Петайї, було надруковано приблизно 40-50 примірників, багато з яких «роздано друзям і доброзичливцям». Деякі з цих ранніх творів пізніше були зібрані в As Dream and Shadow (SISU, 1972). Інші вірші з усієї його творчості залишаються неопублікованими.
У 1937 році Петайя переїхав до Лос-Анджелеса, Каліфорнія. Там він оселився на сцені наукової фантастики Лос-Анджелеса, подружився з Реєм Бредбері, тоді ще підлітком, а також з Генрі Каттнером, Генрі Гессе, Форрестом Дж. Екерманом та іншими. Протягом 1937-го та 1938-го Петаха та Бок жили в одній квартирі, і разом вони відвідували зустрічі шанувальників, ходили в букіністичні магазини, ходили в кіно та допомагали один одному своїми віршами та оповіданнями.
В автобіографічній розповіді Петайя зазначив: «Можливо, коли все буде змито через дамбу, моя головна претензія на славу ґрунтуватиметься на тому факті, що саме я доставив Ханнеса до Лос-Анджелеса, і я потягнув його, неохоче, до зустрічі Товариства наукової фантастики Лос-Анджелеса. Де ми познайомилися з Реєм Бредбері». «Це було в кафетерії Кліфтона на Бродвеї. Зазвичай ми не могли дозволити собі їсти там, але ми скористалися безкоштовним шербетом з лайма. У тій легендарній задній кімнаті, де за довгим столом сиділо стільки представників наукової еліти, жуючи товстий, фанат Ханнес вперше зустрів Форрі Еккермена, Генрі Каттнера та ін.
У 1940-х роках Петайя продовжував писати, створивши десятки оповідань для багатьох журналів «Палп фікшн». Плідний автор, його науково-фантастичні, фентезі та дивовижні оповідання з'являлися в «Фантастичних пригодах», «Світах завтрашнього дня», «Дивних казках», «Фентезі та науковій фантастиці», «Майбутніх науково-фантастичних історіях» та інших. Одна історія, «Динозавр йде в Голлівуд», опублікована в «Емейзін сторіз» у 1944 році, розповідає про динозавра на свободі зі знімального майданчика. Деякі з цих ранніх творів були зібрані в єдиній збірці оповідань автора, Stardrift and Other Fantastic Flotsam (Fantasy Press, 1971).
Петайя також публікувався під іменем Теодор Пайн  (Теодор був другим ім’ям автора, а Петайя — це фінська «сосна»). Як Пайн, Петайя продавав історії детективним і вестерн-журналам того періоду, таким як Crack Detective, Ten Detective Aces, Ten Story Detective, Mammoth Western, Western Action і Western Trails. Багато з цих історій мають спонукальні назви, як-от «The Corpse Wants Company», «Good Night, Dream Bandit», «The Perfumed Peril», «Satan Hogs the Camera», «Bullets on the Downbeat», «Sixgun Serenade» і «Тригерна хірургія». У 1940-х роках Петаха безуспішно намагався опублікувати детективний роман. Одне з його останніх детективних оповідань «Перемішаний попіл» було опубліковано в журналі Saint у 1967 році. Петайя також був членом Письменників детективного жанру Америки.

## Подальше життя і творчість
Наприкінці 1940-х Петайя переїхав до Сан-Франциско, де перетворив свій інтерес до фотографії на професію. Він мандрував штатом як шкільний фотограф, а часом утримував студії в Саусаліто та Сан-Франциско, Каліфорнія. Він був домашнім фотографом місцевих театральних груп і писав статті для таких журналів як «Популярна фотографія» (англ. «Popular Photography»).
Здебільшого припинивши писати на початку 1950-х років, Петаха відновив літературну роботу на початку 1960-х років. Його першими опублікованими романами були «Альфа Так, Терра Ні!» (англ. «Alpha Yes, Terra No!»; Ace Books, 1965) і «Печери Марса» ((англ. «The Caves of Mars»; Ace Books, 1965). Ці твори, як і низка наступних романів Петахи, були опубліковані в серії подвійників у м’якій палітурці. Таким чином, Petaja був опублікований разом із письменниками-початківцями, такими як Семюел Р. Ділейні, Майкл Муркок, Браян Стейблфорд і Дін Кунц.
Петайя, будучи фінським походженням, найбільш відомий своїми роботами, що складають цикл, заснований на «Калевалі», фінському віршованому епосі. У кожній із книг, що входять до Серії «Отава», – «Сага про загублені землі» (англ. «Saga of Lost Earths»; Ace Books, 1966), «Зоряний млин» (англ. «The Star Mill»; Ace Books, 1966), «Викрадене сонце» (англ. «The Stolen Sun»;  Ace Books, 1967) і «Трамонтан» (англ. «Tramontane»; Ace Books, 1967). – земний нащадок одного з чотирьох головних героїв Калевали перероджується в роль аватара, щоб відтворити пригоди на Отаві, планеті походження пантеону Калевала. Серія зібрала читачів Петайї з усього світу; тоді як його міфологічний підхід до наукової фантастики – ранній приклад у цьому жанрі – обговорювався в наукових статтях, представлених на наукових конференціях. У 1979 році видавництво DAW Books опублікувало два омнібусні видання «Серії Оттава». П'ятий роман циклу «Повернення до Отави» (англ. «Return to Otava»; 1970) залишився неопублікованим. Ще один роман, не пов'язаний із серіалом, але пов'язаний із «Калевалою», — «Твістер часу» (англ. «The Time Twister»;' (Dell, 1968).
Книги «Зелена планета» — «Володар зеленої планети» (англ. «Lord of the  Green Planet»; Ace Books, 1967) і «Загибель зеленої планети» ((англ. «Doom of the Green Planet»; Ace Books, 1968) — розповідають про подібні пригоди, які спіткали ірландського головного героя, який виявляє себе рольовим кельтським божеством на користь божевільний, озброєний знаряддями примусу.
Серед інших романів Петайї кінця 1960-х і початку 1970-х років — «Призма» (Ace Books, 1968), «Тенета космосу» (англ. «The Nets of Space»; Berkley, 1969), «Шлях за межами зірок» (англ. «The Path Beyond the Stars»; Dell, 1969) і «Сім'я мрійників» (англ. «Seed of the Dreamers»; Ace Books, 1970). Ще чотири романи залишаються неопублікованими: «Камінь слави» (англ. «Glory Stone»; 1970), «Маленькі боги» (англ. «Little Gods»; 1972), «Оберти зіркове колесо» (англ. «Spin the Star Wheel»; 1975) і «Світ Зодіаку» (англ. «Zodiac World »; 1980). Ця остання робота стосується планети, населенням якої керують астрологічні вірування.
Як голова Golden Gate Futurians – неформального клубу для письменників і шанувальників – Петайя влаштовував зустрічі для друзів і колег у своєму будинку в районі Кастро в Сан-Франциско. Серед постійних відвідувачів були такі відомі місцеві автори, як Фріц Лайбер, Аврам Дейвідсон та Е. Гоффмен Прайс. Письменники та редактори, які, можливо, приїдуть з іншого міста, як-от Дональд Воллхейм чи Гарлан Еллісон, також будуть присутні, і вони матимуть нагоду зустрітися з місцевими діячами, як-от сатаніст Антон Левей чи кінорежисер Кеннет Енгер. Петаха насолоджувався товариством інших письменників і художників і був знайомий з кількома людьми, які жили в районі затоки Сан-Франциско, такими як Уоррен Хінкл (його сусід нагорі), Ентоні Буше, Френк М. Робінсон, Пол Андерсон, Філіп К. Дік і Роберт Е. Гайнлайн.
На сьогодні твори Еміля Петайї було перекладено та видано в Великій Британії, Нідерландах, Італії, Іспанії, Швеції, Франції та Фінляндії тощо. У 1995 році, на знак визнання значних досягнень за все життя, Петайя був названий «Заслуженим автором» американськими письменниками-фантастами. Нагорода була створена «як спосіб відзначити та оцінити старших письменників у жанрах наукової фантастики та фентезі, які зробили значний внесок у нашу сферу, але які більше не є активними або чиї чудові роботи, можливо, більше не користуються такою широкою популярністю, як раніше був." Як заслуженого автора Петайя був запрошений виступити на щорічному банкеті «Неб'юла».
Петайя помер від серцевої недостатності 17 серпня 2000 року у своєму будинку в Сан-Франциско. У нього були ускладнення, спричинені лікуванням тромбу. Після його смерті некрологи з'явилися в газетах і журналах по всьому світу.

## Еміль Петайя та Ганнес Бок
Будучи другом і колекціонером Ганнеса Бока протягом усього життя, Петайя заснував фонд Bokanalia у 1967 році, через три роки після смерті художника. Згідно з опублікованою заявою, фонд було створено «за сприяння та заохочення Гарольда Тейвза з Сіетла та Рея Бредбері з Лос-Анджелеса, а також Golden Gate Futurians із Сан-Франциско... Визнаним наміром Bokanalia є просто зберегти велике уявне мистецтво Ханнеса Бока від забуття і зробити нові (кращі за целюлозні) гравюри доступними для його численних шанувальників у всьому світі». Між 1967 і 1970 роками Петайя опублікував три портфоліо мистецтва Бока. Ці портфоліо включають «Варіації на тему Бока» (чорно-біле портфоліо, 1967); The Famous Power Series, (чорно-біле портфоліо, з текстом Бока, 1969); і Меморіальне портфоліо (кольорове портфоліо з буклетом із текстом Петахи, 1970).
Петайя також є автором пам'ятного тому «Польоти ангелів: життя та легенда Ганнеса Бока» (Меморіальний фонд «Боканалія», 1968). Разом із короткими дописами Воллгайма, Роджера Зелазні, Джека Гогана та інших, «Та польоти янголів» (англ. «And Flights of Angels») містить довгий біографічний нарис Петайї про художника, контрольний список опублікованих творів мистецтва та творів Бока, а також репродукції значної кількості малюнків, гравюр та ілюстрацій. Пізніше під назвою SISU (та починаючи від «Прядильниця зі срібла та будяка» (англ. «імені Фонду Bokanalia) Петайя опублікував ілюстрований том поезії Бока «Spinner of Silver and Thistle»; 1972)», а також редагував «Меморіальну вітрину фантастичного мистецтва Ганнеса Бока» (1974).

## Еміль Петайя і фільм
Петаха все життя був кіноманом і колекціонером пам'ятних речей із кіно. Він мав велику бібліотеку книг, пов'язаних з кіно, володів сотнями 16-міліметрових плівок і відеокасет і любив розповідати історії про фільми та акторів. Сьогодні він найбільше відомий ентузіастам кіно як автор Photoplay Edition (SISU, 1975). Цей ілюстрований довідник був першою книгою про видання для фотоплеєрів, книжки, пов'язані з фільмами німої та ранньої звукової ери. В основу книги Петаха поклав свою особисту колекцію, яка на момент видання налічувала понад вісімсот книг. Як автор Photoplay Edition, Петайя був спеціальним гостем на Фестивалі німого кіно в Сан-Франциско в 1998 і 1999 роках.
Живучи в Лос-Анджелесі, Петайя працював у лабораторіях компанії Technicolor і написав кілька історій, дія яких відбувається в кіностолиці та навколо неї. Його інтерес до кіно та створення фільмів тривав протягом багатьох років. Петаха зняв два короткометражних драматичних фільми, «Жахливе повернення» у 1949 році та «Дзвінок» у 1950 році. Ці 8-міліметрові незалежні фільми, зняті в Сан-Франциско, використовували місцевих акторів і декорації.

### Неопубліковані романи
- Повернення до Отави  (англ. «Return to Otava»; рук. 1970)
- Камінь слави (англ. «Glory Stone»; рук. 1970)
- Маленькі боги (англ. «Little Gods»; рук. 1972)
- «Оберти зіркове колесо (англ. «Spin the Star Wheel»; рук. 1975)
- Світ Зодіаку (англ. «Zodiac World »; рук. 1980)